# Света мученица Сира
Света мученица Сира је хришћанска светитељка и мученица .
Рођена је у граду Хирхаселевкосу у Персијском царству. Била је ћерка великог огњепоклоничког жреца. Васпитана у паганству као млада примила је сведочанство о Исусу Христу од неких убогих жена хришћанки..Била је сродница свете Голиндухе.
Пре него се крстила тешко се разболела. Тада је затражила лек од хришћанског свештеника. Но свештеник је то одбио јер је била некрштена. Тада је она са великом вером дотакла његове одежде и одмах оздравила. То чудесно исцелење још је више утврдило у Христовој вери. Но њен отац, када је то сазнао, наредио је да је предају мучењу. Мучеништво је примила храбро и без роптања. На крају је насилно удављена конопом и утопљена у води.
Њено страдање се десило 558. године. у време персијског цара Хозроја I, у својој 18. години живота. 